# Haute Cour (France)
Pour les autres articles nationaux ou selon les autres juridictions, voir Haute Cour.
En France, la Haute Cour, composée des membres du Parlement, est chargée de prononcer la destitution du président de la République, « en cas de manquement à ses devoirs manifestement incompatible avec l'exercice de son mandat », selon l'article 68 de la Constitution de la Cinquième République, dont la rédaction actuelle date de 2007, et dans une loi organique promulguée en 2014. Il ne s'agit toutefois pas d'une juridiction, au sens où les parlementaires ne sont pas délégués, à l'occasion de leur réunion en Haute Cour, d'un quelconque pouvoir judiciaire. Ainsi, la réunion du parlement en Haute Cour est à distinguer de l'institution qu'est le tribunal de la Cour de justice de la République, juridiction française d'exception compétente pour juger les crimes ou délits commis par les membres du gouvernement français (ministres et secrétaires d’État) dans l’exercice de leurs fonctions.

## Histoire

### Haute Cour nationale (Monarchie constitutionnelle)
L'article 23 de la Constitution de 1791 dispose qu'une Haute Cour nationale, formée des membres du Tribunal de cassation et de hauts-jurés, connaîtra des délits des ministres et agents principaux du pouvoir exécutif, et des crimes qui attaqueront la sûreté générale de l'État, lorsque le corps législatif aura rendu un décret d'accusation. Le siège de la cour se trouvait à Orléans. Le plus fameux accusé était Louis Hercule Timoléon de Cossé-Brissac.

### Haute Cour de justice (Directoire)

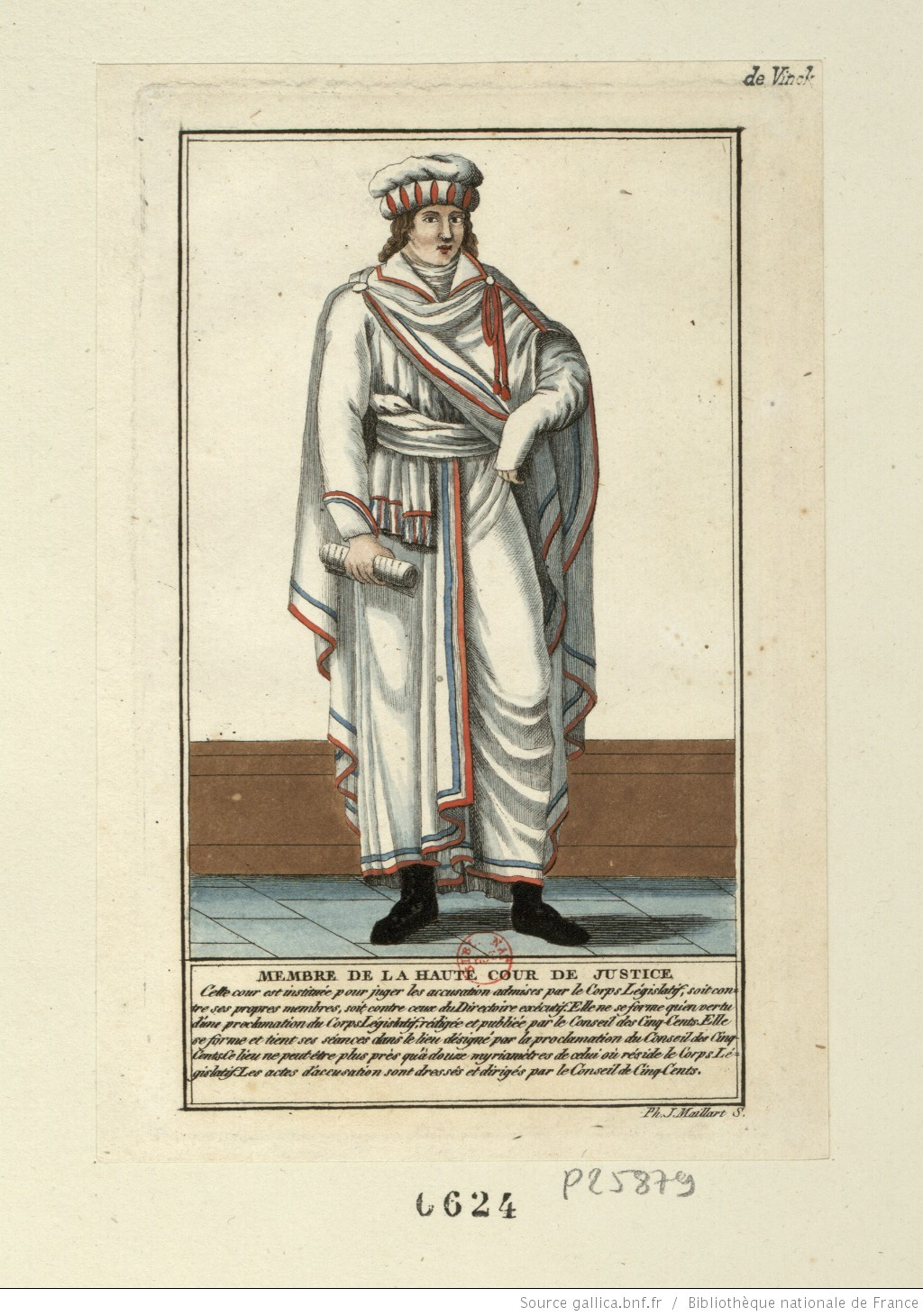
Costume de membre de la Haute Cour de Justice sous le Directoire

La Constitution du 5 fructidor an III (22 août 1795) organisant le régime du Directoire institue une Haute Cour de justice.
Son rôle est de juger les accusations admises par le Corps législatif, soit contre ses propres membres, soit contre ceux du Directoire exécutif.
Elle est composée de cinq juges et de deux accusateurs nationaux élus parmi les membres du Tribunal de cassation, et de hauts jurés nommés par les assemblées électorales des départements.
La Haute Cour de justice instituée par la constitution de l'an III n'a siégé qu'une fois, à Vendôme, pour juger Gracchus Babeuf et ses complices de la Conjuration des Égaux. Elle se réunit le 13 fructidor an IV (30 août 1796) mais les débats ne s'ouvrirent que le 2 ventôse an V (20 février 1797). Le verdict fut rendu le 7 prairial an V (26 mai 1797). Babeuf et Darthé étaient condamnés à mort ; 5 accusés, dont Buonarroti étaient condamnés à la déportation. Tous les autres accusés furent acquittés, y compris 18 contumaces. Babeuf et Darthé furent guillotinés le lendemain 8 prairial an V (27 mai 1797).

### Haute Cour impériale (Premier Empire)
Le titre XIII de la Constitution de l'an XII traite, au sein de 32 articles, de la Haute Cour impériale. Celle-ci est compétente pour :
- des délits personnels commis par des membres de la famille impériale, par des titulaires des grandes dignités de l'empire, par des ministres et par le secrétaire d'État, par de grands officiers, par des sénateurs, par des conseillers d'État ;
- des crimes, attentats et complots contre la sûreté intérieure et extérieure de l'État, la personne de l'empereur et celle de l'héritier présomptif de l'Empire ;
- des délits de responsabilité d'office commis par les ministres et les conseillers d'État chargés spécialement d'une partie d'administration publique ;
- des prévarications et abus de pouvoir, commis, soit par des capitaines généraux des colonies, des préfets coloniaux et des commandants des établissements français hors du continent, soit par des administrateurs généraux employés extraordinairement, soit par des généraux de terre ou de mer ; sans préjudice, à l'égard de ceux-ci, des poursuites de la juridiction militaire, dans les cas déterminés par les lois ;
- du fait de désobéissance des généraux de terre ou de mer qui contreviennent à leurs instructions ;
- des concussions et dilapidations dont les préfets de l'intérieur se rendent coupables dans l'exercice de leurs fonctions ;
- des forfaitures ou prises à partie qui peuvent être encourues par une cour d'appel, ou par une cour de justice criminelle, ou par des membres de la Cour de cassation ;
- des dénonciations pour cause de détention arbitraire et de violation de la liberté de la presse.

Elle est présidée par l'archichancelier de l'Empire, et est composée des princes, des titulaires des grandes dignités et grands officiers de l'Empire, du grand-juge ministre de la Justice, de soixante sénateurs, des six présidents des sections du conseil d'État, de quatorze conseillers d'État et de vingt membres de la Cour de cassation.
Il y a auprès de la Haute Cour impériale un procureur général, nommé à vie par l'empereur. Il exerce le ministère public, étant assisté de trois tribuns et de trois magistrats que l'empereur nomme.

### Chambre des pairs (Restauration et monarchie de Juillet)

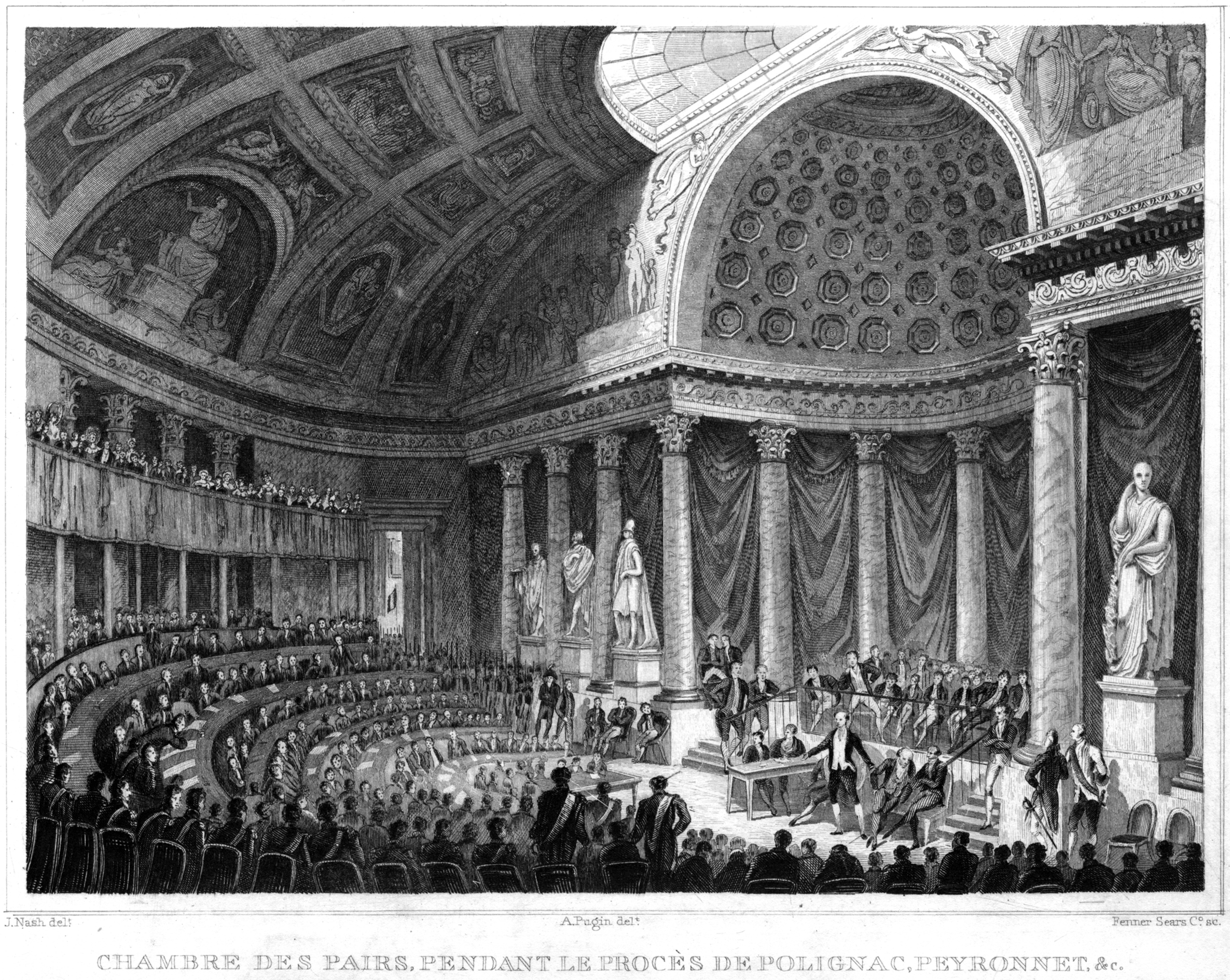
Procès des ministres de Charles X en 1831.

La Charte constitutionnelle du 4 juin 1814 définit dans ses articles 33 et 34 le rôle de la Chambre des pairs en matière juridictionnelle. Elle connaît des crimes de haute trahison et des attentats à la sûreté de l'État. Elle est la seule à pouvoir arrêter et juger un pair.
La Charte constitutionnelle du 14 août 1830 reprend les mêmes termes.
L’expression « Chambre des pairs constituée en Cour des pairs » est utilisée à partir de 1820.
La Chambre des pairs réunie en Cour des pairs s’est réunie plusieurs fois, notamment pour le maréchal Ney en 1815, Louis Pierre Louvel en 1820, les ministres de Charles X en 1831 et Louis-Napoléon Bonaparte en 1840.

### Haute Cour de justice (IIeRépublique)
Sous la Deuxième République, la Haute Cour de justice a été instituée par la Constitution du 4 novembre 1848, dans son chapitre VIII relatif au pouvoir judiciaire.
La Haute Cour de justice juge, sans appel ni recours en cassation, les accusations portées par l’Assemblée nationale contre le président de la République et les ministres, responsables de tous les actes du gouvernement et de l’administration. Le « crime de haute trahison » est défini comme « toute mesure par laquelle le président de la République dissout l’Assemblée nationale, la proroge ou met obstacle à l’exercice de son mandat ». Dans ce cas, le président est déchu et la Haute Cour de justice est réunie.
La Haute Cour de justice juge également les personnes prévenues de crimes, attentats ou complot contre la sûreté intérieure ou extérieure de l’État que l’Assemblée nationale aura renvoyées devant elle par décret.
La Haute Cour est composée ainsi :
- les cinq juges appelés à siéger sont élus parmi les membres de la Cour de cassation ;
- les jurés, au nombre de trente-six, sont pris parmi les membres des conseils généraux des départements ;
- les magistrats remplissant les fonctions du ministère public sont désignés par le président de la République, et, en cas d’accusation du président ou des ministres, par l’Assemblée nationale[6].

La Haute Cour de justice de la Seconde République a siégé deux fois : du 7 mars au 3 avril 1849, à Bourges, pour juger les responsables de la manifestation du 15 mai 1848 ; et du 12 octobre au 15 novembre 1849, à Versailles, pour juger les responsables de la journée du 13 juin 1849.

### Haute Cour de justice (Second Empire)

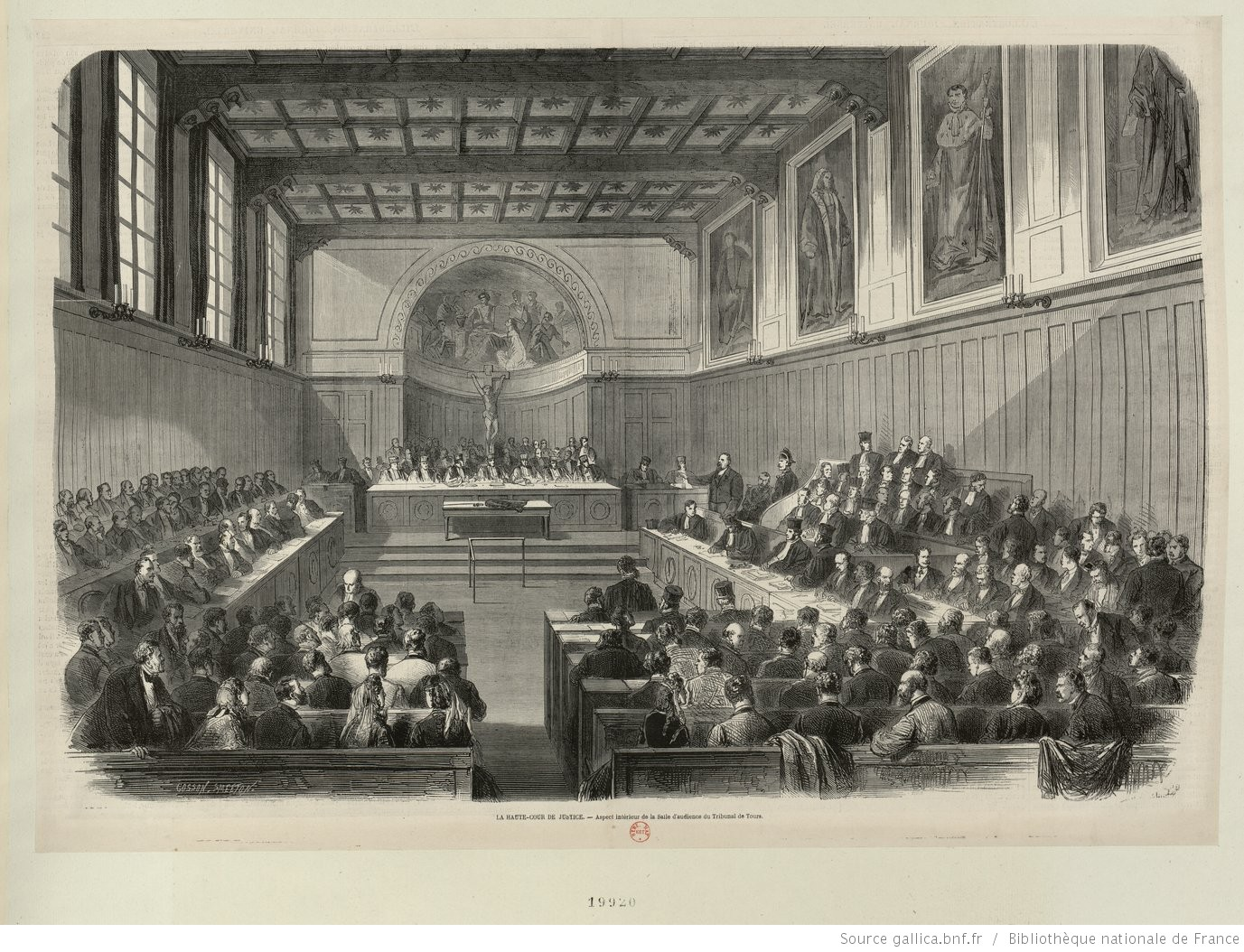
Procès de Pierre-Napoléon Bonaparte en 1870.

L’article 54 de la Constitution de 1852 précise qu’une haute cour de justice juge, sans appel ni recours en cassation, toutes personnes qui ont été renvoyées devant elle comme prévenues de crimes, attentats ou complots contre le président de la République et contre la sûreté intérieure ou extérieure de l’État. Ses membres sont choisis dans la haute magistrature.
La Haute Cour de justice, seule habilitée à juger un prince de la famille de l’Empereur, se réunit à Tours le 21 mars 1870 pour juger Pierre-Napoléon Bonaparte, accusé de l’assassinat du journaliste Victor Noir.

### Sénat constitué en Cour de justice (IIIeRépublique)

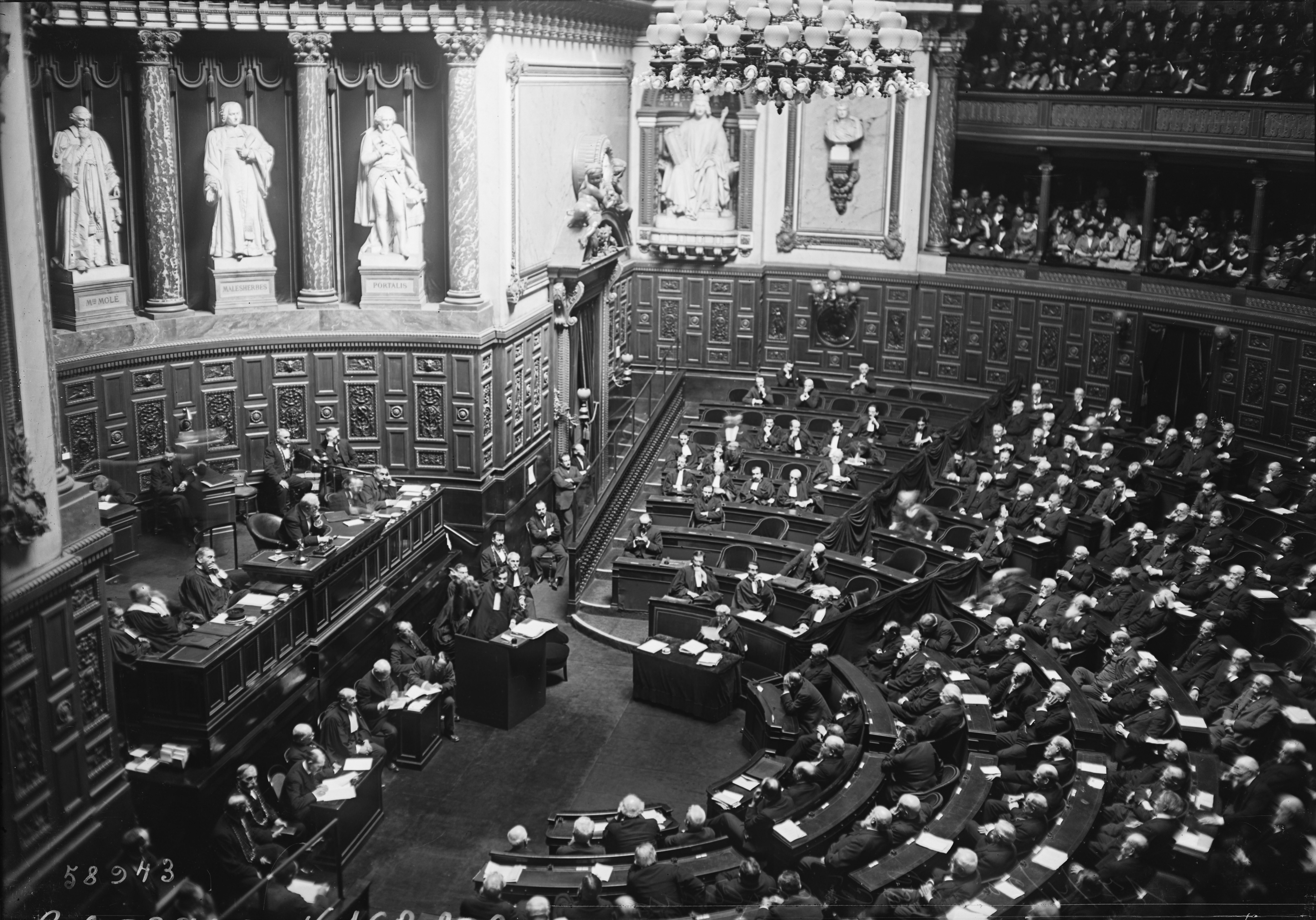
Procès de Joseph Caillaux en 1920.

Sous l’empire des lois constitutionnelles de 1875, le Sénat peut se constituer en Cour de justice.
Il peut juger soit le président de la République (responsable que dans le cas de haute trahison) soit les ministres (pour les crimes commis dans l’exercice de leurs fonctions), qui doivent être mis en accusation par la Chambre des députés. De plus, il peut être constitué en Cour de justice par un décret du président de la République, rendu en Conseil des ministres, pour juger toute personne prévenue d’attentat contre la sûreté de l'État.
Le Sénat réuni en Cour de justice de la IIIe République s’est réuni plusieurs fois : pour le général Boulanger (1889), Paul Déroulède (procès du « complot », 1899), Louis Malvy (1918), Joseph Caillaux (1919), Marcel Cachin (1923) et Raoul Péret (1931).

### Cour suprême de justice (État français)
Par l'acte constitutionnel du 30 juillet 1940, l'État français (gouvernement de Vichy) décrète la suppression de cette compétence du Sénat (article 1), pour créer un tribunal « dont l’organisation, la compétence et la procédure seront réglées par une loi ». De fait, par une loi du 30 juillet 1940, une Cour suprême de justice est chargée de juger les dirigeants de l’État en cas de délits, crimes « ou d’avoir trahi les devoirs de leur charge ». Le 8 août un texte précise que la Cour suprême de justice siège à Riom.
Le procès de Riom est l'unique affaire judiciaire traitée par la Cour suprême de justice.

### Haute Cour de justice (Gouvernement provisoire de la République française)

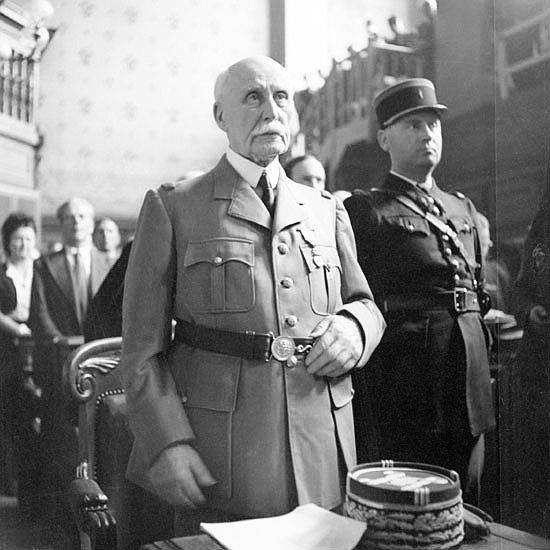
Procès de Philippe Pétain.

Le 18 novembre 1944, le Gouvernement provisoire de la République française recrée la Haute Cour de justice par une ordonnance.
L'action de la Haute Cour, s'inscrivant dans la politique de l'épuration légale, reçoit pour mission de juger : le chef de l'État, le chef du gouvernement, les ministres, les commissaires généraux, les résidents, les gouverneurs généraux, et les hauts fonctionnaires.
Pour présider sa commission (chargée de l'Instruction), le général de Gaulle fit rappeler Pierre Bouchardon qui avait déjà instruit tous les grands procès d'espionnage et les procès politiques de la Première Guerre mondiale. Outre son prestige, Bouchardon était un des rares magistrats à n'avoir pas prêté serment au Maréchal Pétain.

### Haute Cour de justice (IVeRépublique)
La Constitution du 27 octobre 1946 prévoit que le président de la République (responsable que dans le cas de haute trahison) et les ministres (responsables des crimes et délits commis dans l’exercice de leurs fonctions) peuvent être mis en accusation par l’Assemblée nationale et renvoyé devant la Haute Cour de justice. La Haute Cour est élue par l’Assemblée nationale au début de chaque législature.

## Sous laVeRépublique

### Haute Cour de justice (1958-2007)
Dans la rédaction originale de la Constitution de la Ve République, la Haute Cour de justice a pour rôle de juger le président de la République en cas de « haute trahison », les membres du Gouvernement pour actes accomplis dans l’exercice de leurs fonctions et qualifiés crimes ou délits au moment où ils ont été commis, ainsi qu’à leurs complices « dans le cas de complot contre la sûreté de l'État ».
La loi organique prévoit que la Haute Cour de justice se compose de vingt-quatre juges titulaires. Le Sénat et l’Assemblée nationale élisent chacun en leur sein douze juges titulaires, à chacun de leur renouvellement. À chaque renouvellement de la moitié de ses membres, la Haute Cour se réunit pour élire son président et deux vice-présidents. La mise en accusation est initiée par une résolution des deux assemblées par un vote identique au scrutin public et à la majorité absolue. La commission d’instruction (comprenant cinq juges désignés parmi les magistrats du siège de la Cour de cassation) procède à tous les actes qu’elle juge utiles à la manifestation de la vérité. Elle rend une décision de renvoi qui apprécie s’il y a preuve suffisante de l’existence des faits énoncés. La Haute Cour est ensuite réunie, et statue de la culpabilité des accusés, ainsi que sur leur peine.
En 1993, une révision constitutionnelle prévoit que les membres du gouvernement sont désormais jugés par la Cour de justice de la République, dont la saisine et l’instruction sont assurées par des magistrats.

### Parlement constitué en Haute Cour (depuis la révision constitutionnelle de 2007)
En 2007, une révision constitutionnelle prévoit que « le président de la République ne peut être destitué qu’en cas de manquement à ses devoirs manifestement incompatible avec l’exercice de son mandat. La destitution est prononcée par le Parlement constitué en Haute Cour. » Celle-ci est présidée par le président de l’Assemblée nationale. Le Bureau de la Haute Cour est composé de vingt-deux membres désignés, en leur sein et en nombre égal, par le bureau de l’Assemblée nationale et par celui du Sénat. Il a pour but de préparer les travaux de la Haute Cour.
La loi organique, promulguée en 2014, prévoit que la mise en accusation est initiée par une résolution votée à la majorité des deux tiers par chacune des deux assemblées. La commission d’instruction (comprenant six vice-présidents de l’Assemblée nationale et de six vice-présidents du Sénat) est chargée de recueillir toute information nécessaire. Elle dispose des prérogatives reconnues aux commissions d’enquête parlementaires. Elle élabore un rapport qui est distribué aux membres de la Haute Cour, communiqué au président de la République et au Premier ministre et rendu public. La Haute Cour est ensuite réunie, et statue sur la destitution dans un délai d’un mois. Les débats sont publics. Le Président de la République est démis de ses fonctions si la Haute Cour vote sa destitution à la majorité des deux tiers.

### Constitution de 1958 et lois organiques
La première source de l’article est la Constitution du 4 octobre 1958. Il est possible également de se reporter à l’article Wikipédia Constitution française du 4 octobre 1958, aux articles sur chaque article de la Constitution et aux références associées.
1. ↑  Articles 67 et 68 dans leur rédaction originale
2. ↑  Article 68-1 de la Constitution
3. ↑  Article 68 dans sa rédaction en vigueur depuis le 27 février 2007

Ordonnance no 59-1 du 2 janvier 1959 portant loi organique sur la Haute Cour de justice (abrogée) et Loi organique no 2014-1392 du 24 novembre 2014 portant application de l'article 68 de la Constitution
1. ↑  Ordonnance no 59-1, article 1
2. ↑  Ordonnance no 59-1, article 2
3. ↑  Ordonnance no 59-1, article 21
4. ↑  Ordonnance no 59-1, article 25
5. ↑  Ordonnance no 59-1, article 33
6. ↑  Ordonnance no 59-1, article 34
7. ↑  Loi organique no 2014-1392, articles 1 à 4
8. ↑  Loi organique no 2014-1392, article 6
9. ↑  Loi organique no 2014-1392, article 7

### Autres références
1. ↑  Conseil Constitutionnel, « Décision no 2014-703 DC du 19 novembre 2014 » : « […] le Président de la République n'est responsable devant aucune juridiction des actes accomplis en cette qualité ; [la Haute Cour] ne constitue pas une juridiction chargée de juger le Président de la République pour des infractions commises par lui en cette qualité, mais une assemblée parlementaire compétente pour prononcer sa destitution en cas de manquement à ses devoirs manifestement incompatible avec l'exercice de son mandat »
2. ↑  L'article 23 de la constitution de 1791
3. ↑  Articles 33 et 34 de la charte constitutionnelle du 4 juin 1814
4. ↑  Articles 28 et 29 de la charte constitutionnelle du 14 août 1830
5. ↑  « Les procès de la Cour des pairs », sur senat.fr.
6. ↑  Articles 68, 91 et 92 de la constitution de 1848
7. ↑  Préambule et article 54 de la constitution de 1852
8. ↑  Article 6 de la loi du 25 février 1875 relative à l’organisation des pouvoirs publics et article 12 de la loi constitutionnelle du 16 juillet 1875 sur les rapports des pouvoirs publics, voir Lois constitutionnelles de 1875
9. ↑  « Le Sénat, Haute Cour de Justice sous la IIIe République : Six affaires emblématiques », sur senat.fr.
10. ↑  « Loi relative à l'organisation, la compétence et les procédures de la Cour suprême de justice » J-O (de l’État français) 31 juillet 1940, pages 4597 et suivantes.
11. 1 2  « Ordonnance du 13 novembre 1944 instituant une haute cour de justice ».
12. ↑  Articles 42, 56 et 57 de la Constitution du 27 octobre 1946 et loi no 46-2386 du 27 octobre 1946 sur la constitution et le fonctionnement de la Haute Cour de justice
13. ↑  LOI organique n° 2014-1392 du 24 novembre 2014 portant application de l'article 68 de la Constitution (lire en ligne).
14. 1 2  « Qu'est-ce que la Haute Cour ? », sur vie-publique.fr, 26 juillet 2021 (consulté le 1er janvier 2022).